# Mejayan (plaats)
Mejayan is een bestuurslaag in het regentschap Madiun van de provincie Oost-Java, Indonesië. Mejayan telt 4574 inwoners (volkstelling 2010).